# 颱風瑪娃 (2023年)
颱風瑪娃（英語：Typhoon Mawar，國際編號：2302，聯合颱風警報中心：WP022023，菲律賓大氣地球物理和天文管理局：Betty）是2023年太平洋颱風季第2個被命名的風暴。「瑪娃」一名由馬來西亞提供，是马来西亚高地品種的玫瑰花，花瓣比較大，常見於花園內。

## 發展過程
5月17日，一個熱帶擾動在關島東南方海域生成，美國海軍研究實驗室給予擾動編號97W。
5月19日下午4時，聯合颱風警報中心將其評級提升為「高」，並對其發布熱帶氣旋形成警報。晚間8時，日本氣象廳將其升格為熱帶低氣壓，並對其發布烈風警報。同時，台灣中央氣象局將其升格為熱帶性低氣壓，給予編號TD03。
5月20日上午8時，聯合颱風警報中心將其升格為熱帶性低氣壓，給予熱帶氣旋編號02W。下午2時，日本氣象廳將其升格為熱帶風暴，給予國際編號2302，並命名「瑪娃」。香港天文台亦跟隨將其升格為熱帶風暴。同時，台灣中央氣象局將其升格為輕度颱風。晚間8時，聯合颱風警報中心將其升格為熱帶風暴。
5月21日凌晨2時，中國氣象局率先將其升格為強熱帶風暴。上午8時，日本氣象廳將其升格為強烈熱帶風暴。同時，香港天文台亦跟隨升格為強烈熱帶風暴。晚上8時，聯合颱風警報中心率先將其升格為颱風。
5月22日凌晨2時，日本氣象廳、中國氣象局、香港天文台將其升格為颱風；台灣中央氣象局將其升格為中度颱風。晚間8時，中國氣象局率先將其升格為強颱風。
5月23日凌晨2時，香港天文台將其升格為強颱風。下午2時，中國氣象局、香港天文台將其升格為超強颱風。晚上8時，台灣中央氣象局將其升格為強烈颱風。
5月24日上午7時，台灣中央氣象局將其降格為中度颱風。
5月25日上午8時，台灣中央氣象局再度將其升格為強烈颱風。
5月28日下午2時，台灣中央氣象局再度將其降格為中度颱風。晚上8時，中國氣象局和香港天文台將其降格為強颱風。
5月30日上午8時，香港天文台將其降格為颱風。
5月31日晚上8時，香港天文台將其降格為強烈熱帶風暴。
6月1日凌晨2時，日本氣象廳將其降格為強烈熱帶風暴。同時，台灣中央氣象局將其降格為輕度颱風。
6月2日上午8時，日本氣象廳及香港天文台將其降格為熱帶風暴。
6月3日上午8時，香港天文台表示瑪娃已轉化為溫帶氣旋。上午11時，聯合颱風警報中心對其發出最後警告。下午2時，日本氣象廳表示瑪娃已轉化為溫帶氣旋。
6月11日下午2時，日本氣象廳在天氣圖上移除該系統。

## 影響

### 關島

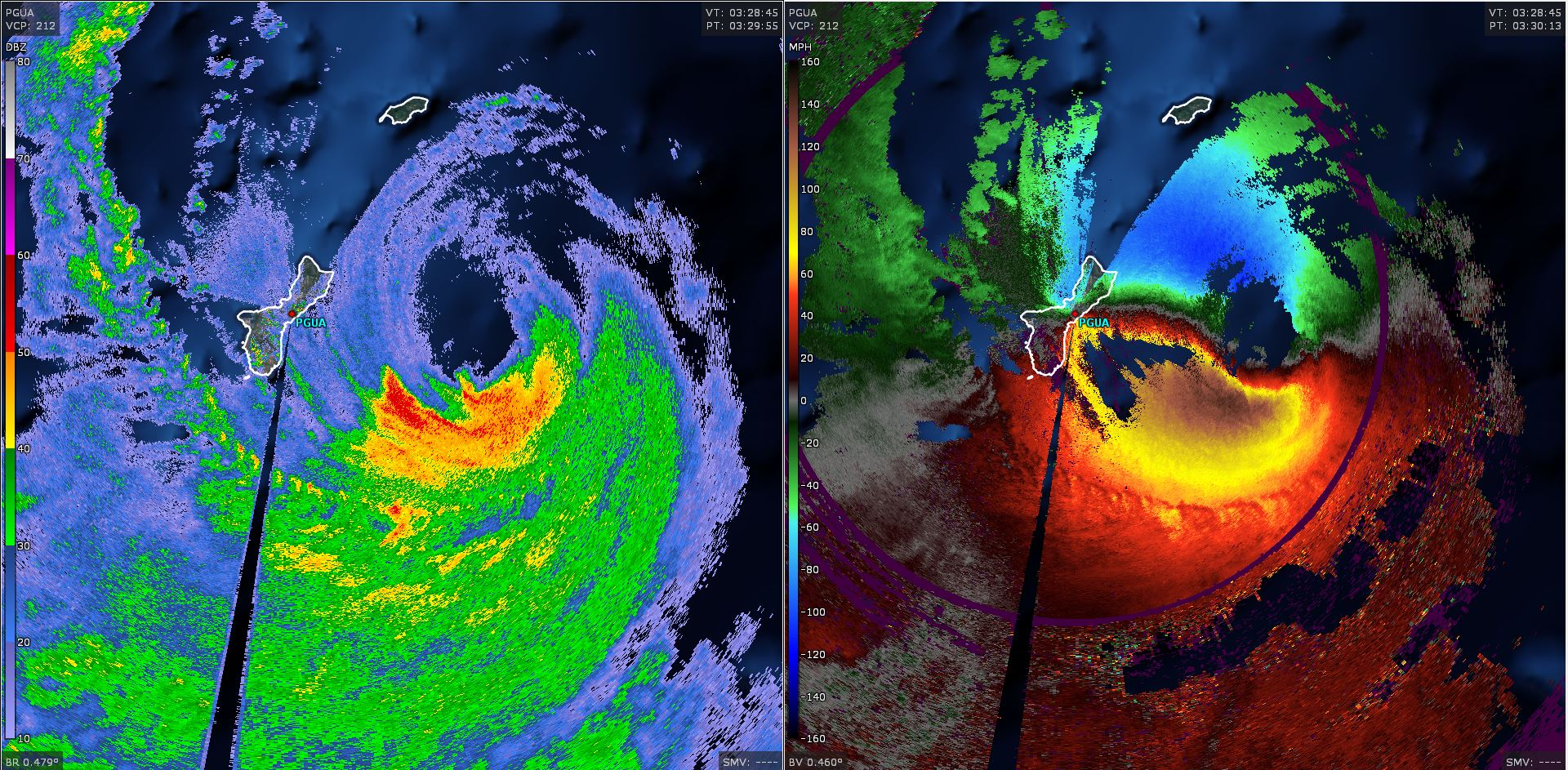
颱風瑪娃在雷達熄滅前的最後一次雷達掃描。速度（右側）在地面上方約 120 米處的最大風速為 311 公里/小時，即約86米/秒。

瑪娃為關島帶來狂風暴雨，美國國家氣象局更是首次對關島發佈極端大風警告。當地的氣象風力傳感器和雷達受到嚴重破壞，市內有多處塌樹，道路受阻，但目前並未接獲居民受傷報告。美国总统拜登宣布當地進入緊急狀態。

### 菲律賓
當地發出之最高風暴信號：二號風暴信號

### 臺灣
- 當地評定之巔峰強度分級：（CWA）
- 當地評定之最高持續風速：58每秒（113節；210每小時）（十分鐘）

當地發布之颱風警報：海上颱風警報
| 彭佳嶼 · 10.4 m/s板橋 · －鞍部 · 6.6 m/s竹子湖 · 4.9 m/s淡水 · 5.1 m/s基隆 · 9.7 m/s臺北 · 4.9 m/s新屋 · －新竹 · 5.4 m/s宜蘭 · 7.1 m/s蘇澳 · －花蓮 · 9.8 m/s成功（新港） · 10.5 m/s臺東 · 6.1 m/s大武 · 5.5 m/s蘭嶼 · 25.9 m/s臺中 · 5.3 m/s梧棲 · －日月潭 · 2.6 m/s阿里山 · 2.9 m/s嘉義 · 6.3 m/s玉山 · 4.6 m/s臺南 · 6.5 m/s高雄 · －恆春 · 3.3 m/s澎湖 · 8.2 m/s東吉島 · 17.1 m/s金門 · 8.4 m/s馬祖 · 6 m/s 中華民國交通部中央氣象署署屬氣象測站測得最大持續風力。圖例： · 測得5級風或以下 · 測得6至7級風 · 測得10至11級風 | 彭佳嶼 · 17.5 m/s板橋 · －鞍部 · 19.4 m/s竹子湖 · 14.4 m/s淡水 · 13.1 m/s基隆 · 18 m/s臺北 · 13.6 m/s新屋 · －新竹 · 14.9 m/s宜蘭 · 16.4 m/s蘇澳 · －花蓮 · 19.6 m/s成功（新港） · 23.1 m/s臺東 · 16.3 m/s大武 · 12.2 m/s蘭嶼 · 43.3 m/s臺中 · 14.5 m/s梧棲 · －日月潭 · 4.2 m/s阿里山 · 10.3 m/s嘉義 · 13.7 m/s玉山 · 17.8 m/s臺南 · 12.1 m/s高雄 · －恆春 · 8.9 m/s澎湖 · 17.6 m/s東吉島 · 23.5 m/s金門 · 15 m/s馬祖 · 11.3 m/s 中華民國交通部中央氣象署署屬氣象測站測得最大陣風。圖例： · 測得5級風或以下 · 測得6至7級風 · 測得8至9級風 · 測得12至15級風 |

由於瑪娃接近，交通部中央氣象局在5月27日發布長浪即時訊息，並將台灣本島東半部、北海岸、恆春半島及離島的連江縣列入長浪警戒區。翌日上午8時，宜蘭縣南方澳情人灣有一對初相識網友遭瘋狗浪捲入海中，其中男子自行上岸求救，同行的13歲柳姓少女失蹤（2日後尋回遺體）。同日下午在花蓮縣新城鄉加灣外海沙灘，有2名國小男童戲水時亦遭到大浪捲走，其中1人在海上漂流時被救起，另1名男童約在下午3點被沖回岸上且已失去生命跡象。
隨著颱風瑪娃逐漸接近臺灣，交通部中央氣象局於5月29日晚上8時30發布海上颱風警報，首波警戒區域為巴士海峽及臺灣東南部海面。
由於颱風瑪娃暴風半徑略為縮小，對巴士海峽及臺灣東半部近海威脅已解除，故交通部中央氣象局於5月31日下午5時30分，解除海上颱風警報。

### 中國大陸
中央氣象台發布之最高颱風預警信號： 颱風藍色預警信號

#### 福建
當地發佈之最高熱帶氣旋警告信號： 颱風藍色預警信號
福建省福州市羅源縣、連江縣、長樂區、平潭县（平潭綜合實驗區）、福清市，宁德市本级和所辖福安市、霞浦縣，泉州市石獅市，莆田市秀嶼區皆发布台风蓝色预警信号。
受副热带高压和“玛娃”外围下沉气流的影响，福州市主城区、厦门市等地出现高温天气。5月30日，福州主城区乌山国家站录得35摄氏度高温；而厦门东渡站也录得35摄氏度，均迎来两地于2023年的首个高温日。

#### 广东
受副热带高压和“玛娃”的外围下沉气流共同作用，5月30日至6月1日，广东省多地出现高温天气，30日有大范围的摄氏35～37度高温，局地可达摄氏38或39度。部分市县更是打破了近十年的极端高温纪录。

### 香港
香港天文台於5月28日表示，受到超強颱風瑪娃外圍下沉氣流影響，未來數日香港的天氣持續酷熱。
天文台於5月29日早上6時45分發出酷熱天氣警告及特別天氣提示，更於5月30日首次發出極端酷熱天氣提示，多處地區的氣溫升至攝氏34至36度，元朗及機場更分別錄得攝氏37.3度及37.2度高溫，而天文台總部在5月30日下午升至34.6度，為歷來5月份第五高溫。5月30日下午，受瑪娃的外圍下沉氣流影響，加上風勢微弱，使污染物積聚，形成煙霞，多區空氣質素惡化，香港7個空氣監測站的「空氣質素健康指數」均達10+的嚴重水平。
天文台於5月31日早上10時20分再度發出極端酷熱天氣提示，而天文台總部在下午錄得攝氏34.7度，多處地區氣溫上升至35度或以上；上水及元朗連續第二日超過37度，當中流浮山錄得37.6度，是1985年設站以來的最高紀錄。當日下午高溫觸發強烈對流雷雨，為香港部份地區帶來暴雨及強烈雷暴，當中北區及大埔區均錄得超過30毫米雨量。
6月1日凌晨高溫觸發強烈對流雷雨，天文台於凌晨3時15分發出雷暴警告，再於凌晨3時20分發出特別天氣提示，並於凌晨4時55分更新特別天氣提示。天文台在早上5時15分發出黃色暴雨警告，維持2小時45分鐘後於早上8時取消，當中離島區坪洲及屯門區均錄得超過70毫米雨量，暴雨期間天文台共錄得12367次的雲對地閃電；天文台亦於早上5時30分取消酷熱天氣警告。
雖然瑪娃已遠離香港，但在高空反氣旋影響下，天文台於6月2日早上6時45分發出酷熱天氣警告及特別天氣提示，天文台總部在下午錄得攝氏35.2度，為今年以來的最高紀錄，而多處地區氣溫亦上升至35度或以上。

### 澳門
澳門氣象局於5月30日下午5時10分發出今年首個橙色高溫提示，預料明日非常酷熱，部分地區最高溫將達36度或以上，市民需慎防中暑，避免在烈日下進行戶外活動及多補充水分。

### 日本
當地發布之最高風力警報：暴风警报
颱風瑪娃帶來的暖濕西南風與日本東南側的太平洋高壓帶來的東南風會合，再加上來自日本北側的日本海冷空氣南下及日本的高山地形，最終形成類似共伴效應的帶狀劇烈降雨雲。降雨雲使日本多處持續下暴雨，其中在高知縣土佐清水市十二個小時內共錄得342毫米降雨量。6月1日，沖繩等地有超過300個國內線航班被迫取消。日本氣象廳對沖繩部分地區發布「暴風警報」及「滿潮警報」。截至6月3日，日本全國已有1死、2失聯、29傷。

## 熱帶氣旋警告使用紀錄

### 菲律賓
| 菲律賓大氣地球物理和天文服務管理局 風暴信號 | 菲律賓大氣地球物理和天文服務管理局 風暴信號 | 菲律賓大氣地球物理和天文服務管理局 風暴信號 |
| ------------------------------------------- | ------------------------------------------- | ------------------------------------------- |
| 上一熱帶氣旋                                | 一號風暴信號                                | 下一熱帶氣旋                                |
| 熱帶低氣壓                                  | 一號風暴信號                                | 強烈熱帶風暴泰利                            |
| 強烈熱帶風暴尼格                            | 二號風暴信號                                | 颱風杜蘇芮                                  |

### 中國大陸
| 国家气象中心 颱風預警信號 | 国家气象中心 颱風預警信號 | 国家气象中心 颱風預警信號 |
| ------------------------- | ------------------------- | ------------------------- |
| 上一熱帶氣旋              | 颱風藍色預警信號          | 下一熱帶氣旋              |
| 颱風尼格                  | 颱風藍色預警信號          | 強熱帶風暴泰利            |

### 臺灣
| 交通部中央氣象局 颱風警報 | 交通部中央氣象局 颱風警報 | 交通部中央氣象局 颱風警報 |
| ------------------------- | ------------------------- | ------------------------- |
| 上一熱帶氣旋              | 海上颱風警報              | 下一熱帶氣旋              |
| 中度颱風納沙              | 海上颱風警報              | 中度颱風杜蘇芮            |

## 外部連結
| 太平洋颱風季             |
| 主題頁 - 專題 - 編輯指南 |

- （日語）日本氣象廳首頁 （页面存档备份，存于）
- （英文）聯合颱風警報中心首頁 （页面存档备份，存于）
- （简体中文）中國國家氣象中心首頁 （页面存档备份，存于）
- （繁體中文）臺灣中央氣象局首頁 （页面存档备份，存于）
- （繁體中文）香港天文台首頁 （页面存档备份，存于）
- （繁體中文）澳門地球物理暨氣象局首頁 （页面存档备份，存于）
- （英文）菲律賓大氣地球物理和天文管理局 惡劣天氣公告 （页面存档备份，存于）
- （泰文）泰國氣象局首頁 （页面存档备份，存于）